# Sida teresinensis
Sida teresinensis är en malvaväxtart som beskrevs av Antonio Krapovickas. Sida teresinensis ingår i släktet sammetsmalvor, och familjen malvaväxter. Inga underarter finns listade i Catalogue of Life.